# Jeunesse Club d’Abidjan
Jeunesse Club d’Abidjan – iworyjski klub piłkarski grający w drugiej, a niegdyś w pierwszej lidze iworyjskiej, mający siedzibę w mieście Abidżan.

## Sukcesy
- Puchar Wybrzeża Kości Słoniowej[1]:
  - zwycięstwo (1): 1963.
  - finał (7): 2008, 2010.

- Coupe Houphouët-Boigny[2]:
  - zwycięstwo (1): 2011.

## Występy w afrykańskich pucharach
| Sezon | Rozgrywki           | Runda   | Kraj    | Klub                 | Dom | Wyjazd | Dwumecz |
| ----- | ------------------- | ------- | ------- | -------------------- | --- | ------ | ------- |
| 2003  | Puchar CAF          | 1       | Kongo   | CS La Mancha         | 1–1 | 1–0    | 2–1     |
| 2003  | Puchar CAF          | 2       | Tunezja | Club Africain        | 2–0 | 0–6    | 2–6     |
| 2006  | Puchar Konfederacji | wstępna | Gambia  | Bakau United FC      | –   | –      | –       |
| 2006  | Puchar Konfederacji | 1       | Nigeria | Heartland FC         | 0–0 | 0–2    | 0–2     |
| 2009  | Puchar Konfederacji | 1       | Gwinea  | Satellite FC         | 3–1 | 2–1    | 5–2     |
| 2009  | Puchar Konfederacji | 2       | Tunezja | Club Sportif Sfaxien | 0–1 | 0–2    | 0–3     |
| 2011  | Liga Mistrzów       | wstępna | Niger   | AS FAN               | 3–0 | 0–0    | 3–0     |
| 2011  | Liga Mistrzów       | 1       | Libia   | Al-Ittihad Trypolis  | –   | –      | –       |

## Stadion
Domowe mecze klub rozgrywa na stadionie o nazwie Parc des Sports de Treichville w Abidżanie. Stadion może pomieścić 4000 widzów.